# Rhantus oceanicus
Rhantus oceanicus is een keversoort uit de familie waterroofkevers (Dytiscidae). De wetenschappelijke naam van de soort is voor het eerst geldig gepubliceerd in 1993 door Balke.